# Zachełmka
Zachełmka – potok, prawy dopływ Paleczki o długości 4,44 km i powierzchni zlewni 5,76 km².
Potok powstaje na Wzgórzach Lanckorońskich z dwóch źródłowych cieków. Najwyżej położone źródła (na wysokości około 490 m) ma orograficznie lewy ciek spływający z północnych zboczy Kamionki. Od miejscowości Zachełmna Zachełmka spływa już jednym korytem w południowym kierunku przez miejscowość Budzów. Przepływa pod mostem drogi nr 956 i uchodzi do Paleczki na należącym do Budzowa osiedlu Paskówka, na wysokości 363 m.
Na niektórych mapach potok opisany jest jako Zachełmna.